# اجنهالی، توراوکر
اجنهالی، توراوکر (به انگلیسی: Ajjenahalli, Turuvekere) یک منطقهٔ مسکونی در هند است که در کارناتاکا واقع شده‌است.